# Walk off the Earth
Walk off the Earth là một ban nhạc indie đến từ Canada được thành lập vào năm 2006 tại Burlington, Ontario, họ đã gặt hái được nhiều thành công khắp thế giới nhờ những video ca nhạc được thu âm lại hay hơn cả bản gốc. Ban nhạc đã tạo được một lực lượng người hâm mộ mà không cần bất kì hãng thu âm, người quản lý nào. Vào tháng 2, năm 2012, nhà phát hành âm nhạc Crazed Hits đưa tin rằng ban nhạc đã ký hợp đồng với hãng Columbia Records. Ban nhạc được biết đến nhiều nhờ những bản cover các bài hát đang phổ biến trên Youtube, và sử dụng những nhạc cụ lạ như đàn Ukelele hay Theremin cũng như looping samples. Việc thu âm và sản xuất video của nhóm đều được làm bởi chính thành viên, người chơi đa nhạc cụ Gianni Luminati Nicassio.

## Sự nghiệp
Thành công đầu tiên của nhóm đến từ việc thu lại bài hát của ban nhạc The Gregory Brothers. Video cover lại bài hát của ca sĩ Gotye "Somebody That I Used to Know" đã nhanh chóng trở nên nổi tiếng trên Youtube vào năm khoảng đầu năm 2012, đem lại hơn 127 triệu lượt xem trong bốn tháng và nhận được những phản hồi tích cực từ chính Gotye và cả ca sĩ hợp tác với anh trong bài hát, Kimbra. Ban nhạc cũng cover lại một số bài hát như "Someone Like You" của Adele, "Party Rock Anthem" của LMFAO, "Payphone" của Maroon 5, "Roll Up" của Wiz Khalifa, và hàng tá những bài hát khác. Vào tháng 12 năm 2012, ban nhạc cho phát hành đĩa đơn mang tên "Gang of Rhythm".

## Thành viên
- Gianni Luminati – Guitar, Bass, Ukulele, Banjo, Kazoo, Drums, Vocals, Theremin, Beatbox, Xylophone, Cigar Box Guitar, Cigar Box Ukulele, Piano, cajon
- Sarah Blackwood – Guitar, Bass, Kazoo, Ukulele, Banjo, Glockenspiel, Tambourine, Cigar Box Guitar, Xylophone, Piano, Vocals
- Ryan Marshall – Guitar, Bass, Trumpet, Piano, Harmonica, Vocals
- Mike "Beard Guy" Taylor – Piano, Vocals, Xylophone, Trumpet
- Joel Cassady – Drums, Cigar Box Guitar, Vocals

#### Thành viên Trong Tour Diễn
- Lee Bolt - Guitar, Banjo

#### Thành viên Cũ
- Pete Kirkwood – Drums

## Sự nổi tiếng
- Ban nhạc cover lại bài hát "Somebody That I Used to Know" - Trong video cả năm thành viên cùng chơi một cây đàn - điều đó đã trở thành một hiện tượng vào đầu năm 2012.
- Ellen DeGeneres hợp tác cùng ban nhạc ở show diễn ngày 23 tháng 1 năm 2012 của bà, một lần nữa họ lại cùng trình diễn trên một chiếc guitar.
- Ban nhạc cover lại bài hát "I Knew You Were Trouble" của ca sĩ Taylor Swift với 4 thành viên cùng Beatboxer khách mời KRNFX và họ chỉ sử dụng âm thanh từ miệng, video được đăng vào mùng 1 tháng 1 năm 2013 và từ khi được đăng tải, nó đã được lan đi nhanh chóng.

## Album
- 2007: Smooth Like Stone on a Beach
- 2010: My Rock
- 2012: R.E.V.O.

Các Album phòng thu của nhóm "My Rock" và "Smooth Like Stone on a Beach" đều được thu âm và sản xuất bởi thành viên của nhóm Gianni Luminati Nicassio tại phòng thu cá nhân ở Burlington, Ontario. 
Trong một chương trình phỏng vấn với Brenna Ehrlich từ MTV, Sarah Blackwood nói rằng Album phòng thu tiếp theo của nhóm đang được sản xuất bởi Gianni Luminati và Tawgs Salter. Trong video cover "Can't Take My Eyes Off You" của nhóm nói rằng Album tiếp theo sẽ phát hành vào 19 tháng 3 năm 2013.